# Лондонська поштова залізниця

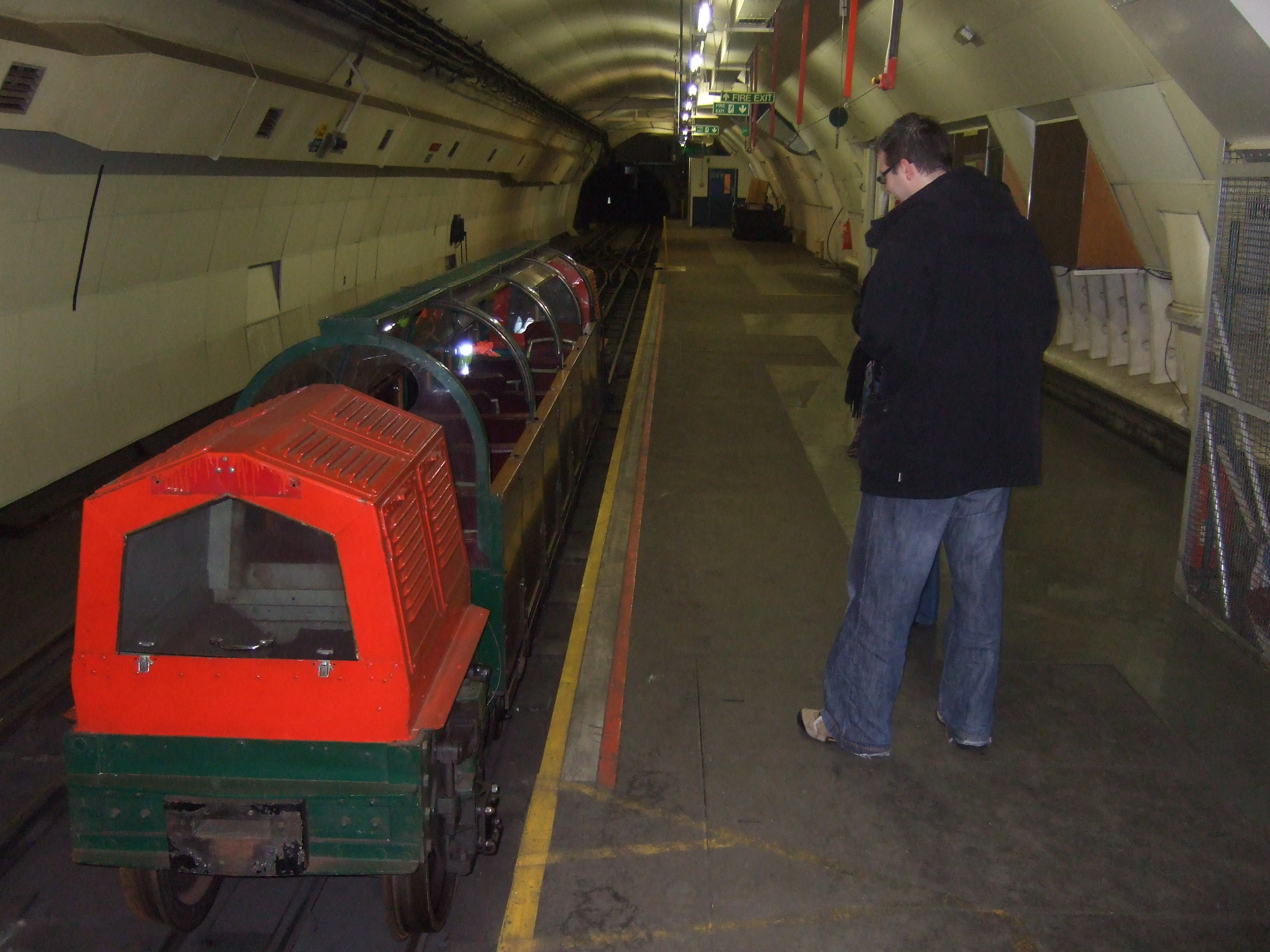
Поштові вагонетки Лондонської поштової залізниці

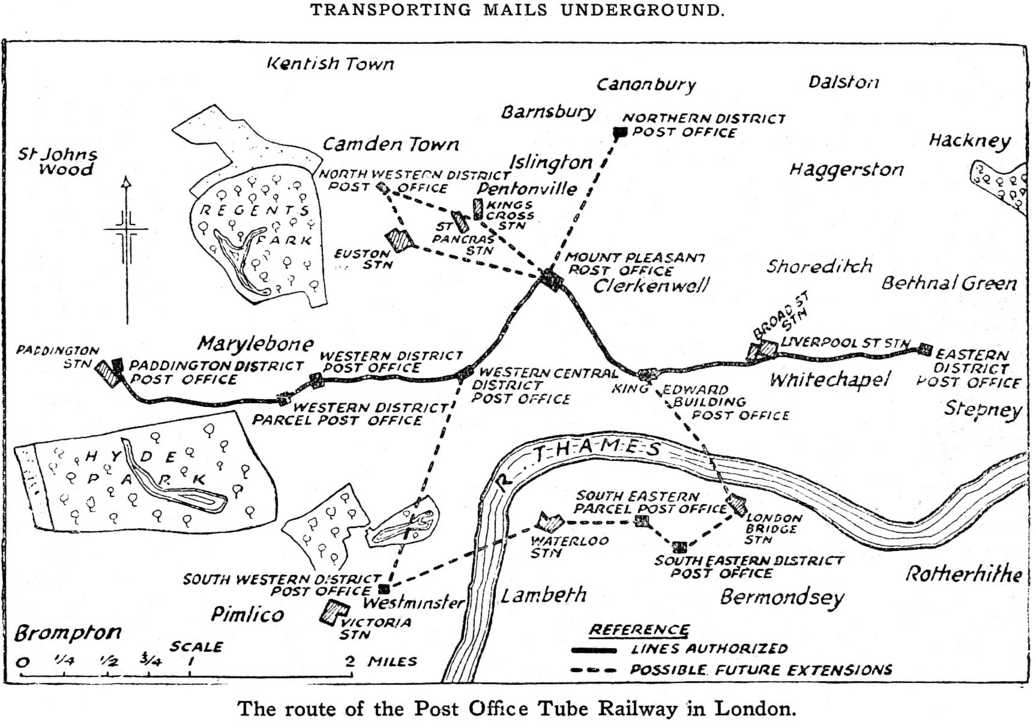
Схема Лондонської поштової залізниці

Ло́ндонська пошто́ва залізни́ця — підземна поштова залізниця, побудована поштовим відомством Великої Британії для перевезення пошти між поштовими відділеннями Лондону. Глибина тунелів під землею становить 15—25 метрів (50—80 футів). Ширина колії — 610 мм. За кшталт взято Chicago Tunnel Company. Система введена в експлуатацію в 1927 році і законсервована в 2003 році. У вересні 2017 року був відкритий музей на території колишньої залізниці.

## Розташування
Єдина лінія завдовжки 10,5 км прямує зі сходу на захід. На лінії розташовано вісім станцій, всі під поштовими відділеннями. Східна кінцева станція розташована під Східним поштовим відділенням, західна — під поштовим відділенням району Паддінгтон.

## Будівництво
Думка про альтернативний метод транспортування кореспонденції народилася у Великій Британії у другій половині XIX століття. У період з 1855 по 1874 рік була спроба використовувати пневматичний метод передачі пошти, але на великих відстанях він виявився неефективним через технічні проблеми і високу вартість.
Тоді лондонські інженери поштової служби, ознайомившись з підземними вантажними залізницями в Чикаго і Берліні, вирішили побудувати аналогічну і у себе.
Будівництво було розпочато в 1915 році. Після прокладки тунелів приступили до зведення станцій. Проте в 1917 році будівельні роботи були припинені через участь Великої Британії у Першій світовій війні. До цього моменту була повністю готова система тунелів і станцій, яку використовували для укриття фондів деяких лондонських музеїв. У 1925 році роботи в тунелях поновилися, почалося укладання колій та установка всього необхідного обладнання: ліфтів, поштових конвеєрів та іншого, а в 1927 році лінія була запущена в дію.

## Підземні споруди
Здебільшого лінія прямує двоколійним тунелем діаметром в 2,75 метра. На дно тунелю укладені подушка і тридцятисантиметровий шар бетону, на бетон — колії і контактну рейку. Перед станцією зустрічні колії розходяться в два самостійних тунелі трохи меншого перетину, а потім вливаються в два паралельних станційних вестибюля діаметром близько 7,5 метра. Вестибюлі відокремлені, але розташовані на одному рівні. Між ними поміщені контрольна камера з електричними установками, а також різного роду підйомники, транспортери та інші пристосування для прийому і передачі поштових відправлень.
Кожна станція має обхідні колії для обгону транзитними поїздами поїздів, що стоять під навантаженням. Під платформами станцій встановлено електронне устаткування. Перегони закладені на глибині понад 20 метрів, а станційні тунелі помітно вище, що спрощує подачу і підйом пошти з платформи. Крім того, на пристанційних ділянках лінія має п'ятивідсотковий ухил, що позитивно позначається на динаміці розгону і гальмування складів при в'їзді і виїзді зі станцій.
Лінію обслуговувало єдине підземне депо, побудоване відкритим способом. Депо складається з двох паралельних тунелів і є по суті підвалом найбільшого в Лондоні поштового відділення в районі Mount Pleasant. У депо проводився відстій, перевірка і ремонт вагонеток. Контактні рейки в депо не укладені, вагони штовхали вручну.

## Рухомий склад
Доставку пошти здійснювали в складених з 2—3 вагончиків електропоїздах, які рухались в двох напрямках. У мережі використовували електричні самохідні вагонетки різних років поставки:
- Поставка 1927 року — двовісні вагони; були побудовані ще до відкриття залізниці в 1925 році в кількості 90 штук, на лінію виходили в зчепленні по три або два вагони. Через довгу базу часто сходили з рейок на кривих малого радіуса, тому незабаром були замінені. Крім того, в 1927 році, були поставлені три акумуляторних локомотива на випадок перебоїв з постачанням електрики в контактну мережу.
- Поставка 1930—1936 років — чотирисекційні чотиривісні зчленовані вагонетки. Електрообладнання для них було знято з вагонеток попередньої моделі. У 1930 році поставлено 50 одиниць. Спочатку теж часто сходили з рейок, але за допомогою доробок, пов'язаних з переміщенням колісних пар щодо кузова, і установки лубрикатора рейок (пристрою для змащування колії) на кривих проблему вдалося вирішити. Через збільшення потоку пошти в 1936 році було поставлено ще 10 таких же вагонів.
- Поставка 1962 року — пара експериментальних вагонеток, забезпечених дисковими гальмами і більш потужним, в порівнянні з попередніми моделями, двигуном.
- Поставка 1980—1982 років — 34 нових одиниці; були створені головним чином для заміни вагонів поставки 1930—1936 років, при конструюванні багато в чому використані ідеї експериментальних вагонів попередньої серії.

Крім того, в 1967 році на базі моделі 1930 року було побудовано спецвагон з сидіннями, прозорим дахом і королівськими вензелями на борту; в 1976 році був створений аналогічний.

## Експлуатація
На залізниці діяла автоматична система контролю на відстані: все управління здійснювали з диспетчерських пультів, і машиністів в поїздах передбачено не було. До 1993 року на кожній станції сидів диспетчер, який міг або зупинити поїзд, або дати йому проїхати транзитом, перевівши стрілку на обхідну колію. Стрілки забезпечувалися механічним та електронним блокуванням. Крім того, диспетчер керував швидкістю подачі складу на станцію, змінюючи напругу на контактній рейці на невеликій ділянці перед в'їздом. У 1993 році управління рухом поїздів по всій лінії було перенесено в одну точку і довірено комп'ютеру, диспетчеру залишалося тільки контролювати його дії і при необхідності вносити правки. Таким чином, при проходженні поїздів повз станцію або при їх зупинках все обслуговування відбувалося автоматично, без участі провідників.
У кращі часи лінія пропускала по 30 000 мішків пошти (близько 45 тисяч кілограмів) щодня, на лінії працювало до 30 потягів. Час руху поїзда становив 26 хвилин від кінцевої до кінцевої з усіма зупинками, при проході всіх проміжних станцій транзитом — 15 хвилин. Створення поштового метрополітену сприяло прискореному обміну пошти всередині міста і розвантаженню вуличного руху.

## Консервація
В 2002 році керівництво британської пошти заявило про закриття залізниці, оскільки її експлуатація була невиправдано дорога. Так, перевезення пошти автотранспортом по тому ж маршруту обходиться, за різними даними, в 3—5 разів дешевше. Спроба передати систему іншому власникові не увінчалася успіхом, оскільки ніхто так і не зміг придумати їй якесь корисне застосування. 30 травня 2003 року залізниця була законсервована.